# Jagdstaffel 14
A Jagdstaffel 14, conhecida também por Jasta 14, foi um esquadra de aeronaves da Luftstreitkräfte, o braço aéreo das forças armadas alemãs durante a Primeira Guerra Mundial. Durante a sua existência, abateu 52 aeronaves inimigas e 5 balões inimigos, tendo perdido 8 pilotos durante o processo.

## Aeronaves
- Fokker DR.I